# David Riske
David Richard Riske (né le 23 octobre 1976 à Renton, Washington, États-Unis) est un lanceur de relève droitier de baseball qui joue dans les Ligues majeures depuis 1999. Il signe un contrat de Ligues mineures avec l'organisation des Orioles de Baltimore en février 2011.

## Carrière
David Riske est drafté par les Indians de Cleveland en 1996. Il fait ses débuts dans les majeures avec cette équipe le 14 août 1999 comme lanceur de relève. Après quelques apparitions au monticule en 1999 pour les Indians, il passe l'année 2000 dans les ligues mineures et revient dans les majeures en 2001. En 26 sorties cette année-là, il présente une moyenne de points mérités de seulement 1,98. Il lance en Série de division et n'accorde aucun point en 3 manches et deux tiers aux Mariners de Seattle. Les Indians subissent néanmoins l'élimination.
Dans les années suivantes, Riske est partie intégrante de l'enclos de relève des Indians. En 2003, sa moyenne n'est que de 2,29 avec 8 sauvetages en 24 sorties. En 2004, il apparaît 72 fois au monticule et remporte 7 victoires. En 2005, sa moyenne de points mérités est de 3,10.
En janvier 2006, il est transféré aux Red Sox de Boston dans un échange à plusieurs joueurs, avant de passer aux White Sox de Chicago contre Javier Lopez en cours de saison.
Riske affiche une moyenne de points mérités de seulement 2,45 en 65 sorties en relève pour les Royals de Kansas City en 2007. Au cours de son séjour d'une seule saison avec Kansas City, il côtoie notamment le futur gagnant du trophée Cy Young, Zack Greinke, et aide à remettre la carrière de ce dernier sur la bonne voie.
En 2008, il rejoint les Brewers de Milwaukee. Ceux-ci le libèrent de son contrat le 23 août 2010.